# Personen der Weißen Rose Hamburg
Die Liste der Personen der Weißen Rose Hamburg ist eine Ergänzung zum Artikel über die Weiße Rose Hamburg, einer Widerstandsgruppe gegen den Nationalsozialismus. Sie bestand aus mehreren Freundes- und Familienkreisen, die in Anlehnung an die Weiße Rose in München gegen das NS-Regime agierten. Bekannt sind gut 50 Personen, die in dieser Weise aktiv waren. 1943 wurden mehr als 30 von ihnen verhaftet. Acht Mitglieder wurden ermordet oder starben während der Haft, zwei weitere starben an den Folgen der Haft.
Die Namen der Personen, die der Widerstandsgruppe direkt zugerechnet werden, sind in fetter Schrift aufgeführt. Die anderen Personen zählen zum Umfeld.

## B
- Hermine Baron (15. September 1866 bis 22. Januar 1943), Mutter von Katharina Leipelt

Hermine Baron lebte bis 1938 in Wien und flüchtete mit ihrem Mann nach dem „Anschluss Österreichs“ an das Deutsche Reich nach Brünn. Ihr Mann (Arnold Baron) starb dort und sie wurde von ihrem Schwiegersohn Konrad Leipelt nach Hamburg-Wilhelmsburg geholt. Am 19. Juli 1942 wurde sie in das Ghetto Theresienstadt deportiert, wo sie zu Tode kam.
Zu ihrem Gedenken wurde in der Mannesallee 20 in Hamburg-Wilhelmsburg ein Stolperstein verlegt.
- Howard Beinhoff (15. November 1916 bis 23. Juli 1986) Lichtwark-Schüler, Philologiestudent

Howard Beinhoff war ein Freund von Hans Leipelt und Karl Ludwig Schneider, verkehrte im Haus der Familie Leipelt in Wilhelmsburg und war bis 1943 an den Treffen in der Agentur des Rauhen Hauses beteiligt. Im Jahr 1942 hatte er privaten Briefkontakt mit Sophie Scholl, aus dem jedoch kein Zusammenhang mit den Widerstandsgruppen hervorgeht. Nach dem Krieg war er von 1954 bis 1971 Lehrer an der Stormarnschule in Ahrensburg, er unterrichtete Englisch, Französisch und Philosophie.
- Wolf Beneckendorff (1. März 1891 bis 27. Januar 1960), Schauspieler

Wolf Beneckendorff nahm 1942/1943 an mehreren Treffen in der Agentur des Rauhen Hauses teil.
- Jürgen Bierich (1921–1994), Medizinstudent

Jürgen Bierich nahm 1942/1943 an mehreren Treffen in der Agentur des Rauhen Hauses teil.
- Otto Blumenthal, Assistenzarzt am Universitäts-Krankenhaus Eppendorf (UKE)

Otto Blumenthal war Mitglied der candidates of humanity.
- Ursula de Boor (3. März 1915 bis 5. Mai 2001) Assistenzärztin in der Kinderklinik des UKE, Tochter der Lyrikerin Lisa de Boor (1894–1957)

Ursula de Boor war Mitglied der candidates of humanity, sie wurde am 20. Dezember 1943 verhaftet und in das Polizeigefängnis Fuhlsbüttel gebracht, ab November 1944 als Untersuchungsgefangene dem Volksgerichtshof überstellt, in das Frauenzuchthaus Cottbus und im Februar 1945 vor der herannahenden Roten Armee mit etwa 500 anderen Gefangenen nach Bayreuth verlegt. Sie war im Teil-Verfahren gegen Albert Suhr, Hannelore Willbrandt, Dr. Ursula de Boor, Wilhelm Stoldt und Felix Jud angeklagt, die Hauptverhandlung fand am 19. April 1945 vor dem Volksgerichtshof in Hamburg in Abwesenheit der Angeklagten statt. Ursula de Boor war bereits am 14. April 1945 in Bayreuth von amerikanischen Truppen befreit worden.

## C
- Lotte Canepa, Lichtwark-Schülerin, Bündische Jugend

Lotte Canepa nahm am Lesekreis Erna Stahl teil und engagierte sich bei den Aktivitäten von Margaretha Rothe und Heinz Kucharski. Lotte Canepa wird in der Anklageschrift gegen Kucharski u. a. benannt, ihr wurde vorgeworfen, verbotene Bücher beschafft zu haben. Sie selbst ist jedoch nicht angeklagt worden.

## D
- Hermann Degkwitz (29. August 1921 bis 8. Dezember 2007), Kunststudent, Sohn von Rudolf Degkwitz sen.

Hermann Degkwitz gründete im Juni 1940 zusammen mit Willi Renner das Musenkabinett, er nahm zudem regelmäßig an den Treffen in der Agentur des Rauhen Hauses teil.
- Richard Degkwitz, Medizinstudent, Sohn von Rudolf Degkwitz sen.

Richard Degkwitz war Mitglied der candidates of humanity und stand in Verbindung zum Kreis um die Agentur des Rauhen Hauses.
- Rudolf Degkwitz (senior) (19. Januar 1889 bis 21. Mai 1973), Ordinarius für Kinderheilkunde

Rudolf Degkwitz lehnte öffentlich die Reglementierung der Wissenschaft und die Kulturfeindlichkeit der Nationalsozialisten ab, engagierte sich gegen Antisemitismus und Judenverfolgung und wandte sich gegen die Kindereuthanasie. Er unterstützte die candidates of humanity und das Musenkabinett. Er wurde am 22. September 1943 verhaftet, zunächst im Polizeigefängnis Fuhlsbüttel untergebracht, dann als Untersuchungshäftling dem Volksgerichtshof überstellt und in die Strafanstalt Berlin-Tegel gebracht. Am 21. und 24. Februar 1944 fand seine Hauptverhandlung in Berlin statt, er wurde zu sieben Jahren Zuchthaus verurteilt. Das Verfahren Rudolf Degkwitz sen. wurde nicht in den Zusammenhang der Widerstandsgruppen gestellt. Gleichwohl war er bedeutend als Mentor insbesondere der candidates of humanity. Zur Verbringung der Haftstrafe wurde er in das Zuchthaus Celle eingewiesen, bei der Räumung am 8. April 1945 konnte er fliehen und bis Kriegsende untertauchen.
- Rudolf Degkwitz (junior) (20. Juni 1920 bis 18. September 1990), Medizinstudent

Rudolf Degkwitz jun. war Mitglied der candidates of humanity, nahm an den Treffen des Musenkabinetts und an Diskussionen in der Agentur des Rauhen Hauses teil. Im Wintersemester 1942/43 hielt er sich anlässlich seiner Promotion in München auf, vermutlich ohne Kontakt zur dortigen Gruppe der Weißen Rose. Er wurde am 18. Dezember 1943 verhaftet und in das Polizeigefängnis Fuhlsbüttel gebracht und im Teil-Verfahren gegen Heinz Kucharski, Margaretha Rothe, Erna Stahl, Dr. Rudolf Degkwitz jun. und Hildegard Heinrichs angeklagt, die Hauptverhandlung fand am 17. April 1945 vor dem Volksgerichtshof in Hamburg statt, das Urteil gegen ihn lautete auf ein Jahr Gefängnis. Kurze Zeit später konnte er durch britische Truppen befreit werden.
- Eva von Dumreicher (19. Mai 1920 bis 30. Januar 2010), geborene Heiligtag, Assistenzärztin im UKE

Eva Dumreicher war Mitglied der candidates of humanity, während eines Studienaufenthalts in der Schweiz im Wintersemester 1942/43 erhielt sie Informationen über die Kriegsverbrechen der Deutschen, die sie nach ihrer Rückkehr unter den Kollegen verbreitete. Im Oktober 1943 wurde sie verhaftet, die Beweise reichten nicht für eine Anklage, die Entlassung aus der Polizeihaft fand Ende 1943 statt.

## F
- Wilhelm Flitner (20. August 1889 bis 21. Januar 1990), Reformpädagoge, Professor an der Universität Hamburg

Wilhelm Flitner war Mitglied des Musenkabinetts, mit seinem Oberseminar Anthropologisches Colloquium und weiteren Diskussionskreisen unterstützte er die widerständigen Studenten.

## G
- Friedrich Rudolf Geussenhainer, auch Frederick Geussenhainer (24. Mai 1912 bis April 1945), Medizinstudent, ermordet im KZ Mauthausen

Friedrich Geussenhainer war überzeugter Katholik und 1939 kurzzeitig inhaftiert, da er eine Rede des Bischofs von Galen verteilt hatte. 1942 lernte er Albert Suhr kennen und wurde Mitglied der candidates of humanity. Im Juli 1943 erfolgte seine Verhaftung und Unterbringung im Polizeigefängnis Fuhlsbüttel. Eine Anklage gegen ihn wurde nicht erhoben, am 6. Juni 1944 lieferte man ihn als Schutzhäftling in das KZ Neuengamme, einige Wochen später wurde er in das KZ Mauthausen überstellt. Dort wurde er ab dem 13. Dezember 1944 dem Kommando Gusen, einem Außenlager des KZs und ab dem 3. April 1945 dem Kommando Amstetten, einem weiteren Außenkommando, unterstellt. Er starb im April 1945 an einem unbekannten Datum den Hungertod.
An Friedrich Geussenhainer wird in Hamburg mit der Gedenkplatte im Audimax, dem Mahnmal in Volksdorf sowie einem Stolperstein in der Johnsallee 63 in Rotherbaum erinnert. Zudem ist auf dem Gelände des Universitätsklinikum Eppendorf das Rothe-Geussenhainer-Haus nach ihm und Margaretha Rothe benannt.
- Hans Rudolf (John) Gluck, auch John Gluck (17. Februar 1906 bis 6. Juli 1952), Assistenzarzt im UKE

John Gluck war Mitglied der candidates of humanity, man verhaftete ihn im Juli 1943. Im Polizeigefängnis Fuhlsbüttel wurde er misshandelt und kam in Dunkelhaft. Es wurde keine Anklage gegen ihn erhoben, am 6. Juni 1944 erfolgte die Einlieferung als Schutzhäftling in das KZ Neuengamme, einige Wochen später die Überstellung in das KZ Mauthausen. Er wurde am 5. Mai 1945 in Mauthausen von amerikanischen Truppen befreit. Er erholte sich nicht von den Folgen der Haft und starb 1952 in Südafrika.
- Riko Graepel (geboren 28. August 1922), Jurastudent

Riko Graepel war ein Freund Hans Leipelts, stammte aus Harburg und studierte von 1941 bis 1943 Jura in München. Er stand unter Anklage im Teil-Verfahren gegen Karl Schneider, Maria Leipelt, Dorothea Zill, Emmy Zill, Ilse Ledien und Riko Graepel. Ihm wurde vorgeworfen, er hätte im Februar 1943 einen Koffer mit verbotenen Büchern von Hans Leipelt untergestellt. Der Prozess fand am 20. April 1945 vor dem Volksgerichtshof in Hamburg statt, Riko Graepel wurde freigesprochen.

## H
- Theo Hambroer, Schriftsteller, Freireligiöse Bewegung

Theo Hambroer und sein Freund Louis Satow waren in einer Reform-Freimaurerloge illegal tätig und ab 1941 in Kontakt zum Kreis um Heinz Kucharski, sie nahmen teilweise an den Treffen in der Agentur des Rauhen Hauses teil.
- Rosa Harter

Rosa Harter war seit 1925 mit Kaethe Leipelt befreundet und nahm regelmäßig an den Zusammenkünften in deren Haus teil. Ihre beiden Brüder waren wegen Widerstand gegen das nationalsozialistische Regime im KZ inhaftiert. Sie war zudem mit Hanna Marquard befreundet, die ebenfalls im Hause Leipelt verkehrte und der Bästlein-Jacob-Abshagen-Gruppe angehörte. Bekannt ist auch, dass sie Hans Leipelt 1942 in München besuchte. Sie wurde am 9. Dezember 1943 verhaftet und saß im Polizeigefängnis Fuhlsbüttel ein. Eine Anklage erfolgte nicht, Ende 1943 kam sie aus der Polizeihaft frei.
- Hildegard Heinrichs (25. November 1894 bis 1972), Mutter von Heinz Kucharski[19]

Hildegard Heinrichs wurde am 3. Dezember 1943 verhaftet, sie saß im Polizeigefängnis Fuhlsbüttel ein, ab November 1944 war sie als Untersuchungshäftling dem Volksgerichtshof unterstellt und in das Frauenzuchthaus Cottbus transportiert worden. Vor der herannahenden Roten Armee wurde sie mit etwa 500 anderen Gefangenen im Februar 1945 nach Bayreuth verlegt. Sie war im Teil-Verfahren gegen Heinz Kucharski, Margaretha Rothe, Erna Stahl, Dr. Rudolf Degkwitz jun. und Hildegard Heinrichs angeklagt, die Hauptverhandlung am 17. April 1945 vor dem Volksgerichtshof in Hamburg fand in ihrer Abwesenheit statt, sie war bereits am 14. April 1945 in Bayreuth von amerikanischen Truppen befreit worden.
- Bruno Himpkamp (28. Dezember 1925 bis 8. Dezember 2008), Schüler

Bruno Himpkamp war Nachhilfeschüler von Hans Leipelt gewesen. Er kam etwa um 1942 zu den Swingboys, wurde kurzzeitig verhaftet und der Schule verwiesen. Im April und Mai 1943 kam es über Hans Leipelt zu Kontakten zwischen einigen Swingboys und Mitgliedern der Weißen Rose. Bruno Himpkamp wurde kurz darauf im Rahmen einer neuerlichen Verhaftungswelle gegen die Swingjugend am 12. Mai 1943 verhaftet. Er saß im Polizeigefängnis Fuhlsbüttel ein, am 6. Juni 1944 erfolgte eine Überstellung als Polizeihäftling in das KZ Neuengamme. Im November 1944 überstellte man ihn als Untersuchungshäftling des Volksgerichtshofs in das Landgerichtsgefängnis Stendal. Er war Hauptangeklagter im Verfahren gegen Bruno Himpkamp, Gerd Spitzbart und Thorsten Müller, die Hauptverhandlung fand am 19. April 1945 vor dem Volksgerichtshof in Hamburg in seiner Abwesenheit statt. Er war bereits am 12. April 1945 durch amerikanische Truppen in Stendal befreit worden.
- Olaf Hudtwalcker (12. September 1915 bis 23. April 1984), Jazzmusiker, Publizist

Olaf Hudtwalcker stammte aus einer Hamburger Kaufmannsfamilie, studierte von 1935 bis 1941 in Berlin und war Mitglied des dortigen illegalen Hot Clubs. In Hamburg nahm Hudtwalcker an Treffen in der Agentur des Rauhen Hauses teil.

## J
- Marie-Luise Jahn (28. Mai 1918 bis 22. Juni 2010), Chemiestudentin, Mitglied Weißen Rose in München

Marie Luise Jahn war Freundin und Kommilitonin von Hans Leipelt in München. Sie besuchte mit ihm 1943 dessen Familie in Hamburg und nahm an den Treffen der Agentur des Rauhen Hauses teil. Sie wurde im Oktober 1943 in München verhaftet und im Prozess des Volksgerichtshofs in München am 13. Oktober 1944 zu 12 Jahren Haft verurteilt. Ende April 1945 wurde sie im Frauengefängnis Aichach befreit.

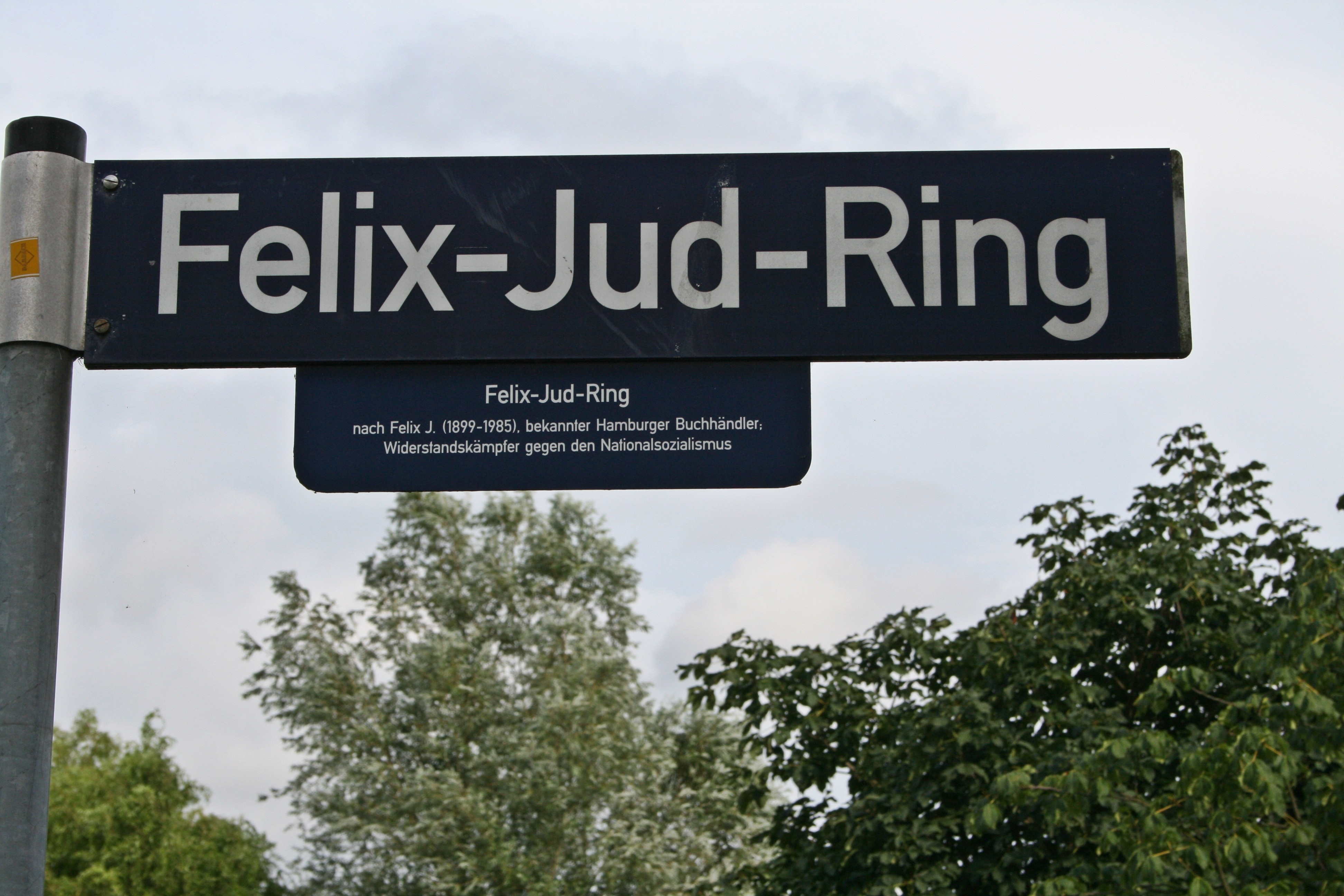
Felix-Jud-Ring in Allermöhe

- Felix Jud (7. März 1899 bis 27. August 1985), Buchhändler

Felix Jud war Eigentümer der Hamburger Bücherstube Felix Jud & Co. an den Colonnaden und erklärter Gegner des NS-Staates. Die Buchhandlung war ein beliebter Treffpunkt verschiedener Widerstandskreise. Am 18. Dezember 1943 wurde er verhaftet und in das Polizeigefängnis Fuhlsbüttel gebracht, am 6. Juni 1944 erfolgte die Verlegung in das KZ Neuengamme. Die Anklage erfolgte im Teil-Verfahren gegen Albert Suhr, Hannelore Wilbrandt, Dr. Ursula de Boor, Wilhelm Stoldt und Felix Jud, die Hauptverhandlung fand am 19. April 1945 vor dem Volksgerichtshof in Hamburg statt. Er wurde verurteilt zu vier Jahren Zuchthaus und im Mai 1945 nach Eintreffen der englischen Streitkräfte in Hamburg befreit.

## K
- Heinz Kucharski (22. Juli 1919 bis 8. Oktober 2000), Lichtwark-Schüler, Philosophiestudent (Ethnologie, Orientalistik und Philosophie)

Heinz Kucharski galt als Kopf der Weißen Rose Hamburg. Seine Verhaftung erfolgte am 9. November 1943, er saß im Polizeigefängnis Fuhlsbüttel ein, laut Anklage vom 23. Februar 1945 war er der Hauptbeschuldigte im Teil-Verfahren gegen Heinz Kucharski, Margaretha Rothe, Erna Stahl, Dr. Rudolf Degkwitz jun. und Hildegard Heinrichs, die Hauptverhandlung fand am 17. April 1945 vor dem Volksgerichtshof in Hamburg statt, er wurde zum Tode verurteilt. Während des Transports zur Hinrichtungsstätte in Bützow-Dreibergen konnte er während eines Luftangriffs bei Grevesmühlen fliehen.

## L
- Traute Lafrenz (3. Mai 1919 bis 6. März 2023), Lichtwark-Schülerin, Medizinstudentin

Traute Lafrenz war Verbindungsglied zur Weißen Rose in München. Sie gehörte dem Lesekreis von Erna Stahl an, nahm im Wintersemester 1938/39 das Studium in Hamburg auf, verbrachte das Wintersemester 1939/1940 in Berlin und wechselte ab Sommersemester 1940 nach München. Dort lernte sie Hans Scholl und dessen Familie kennen. Im Oktober/November 1942 famulierte sie in der Frauenklinik Finkenau (Hamburg) und brachte ein Flugblatt der Weißen Rose sowie Informationen zum Widerstand in München zu ihren Freunden nach Hamburg. Am 15. März 1943 wurde sie in München verhaftet und im Prozess Schmorell, Huber, Graf und andere zu einem Jahr Gefängnis verurteilt. Zwei Wochen nach ihrer Entlassung am 14. März 1944 kam es Ende März 1944 in München erneut zur Verhaftung, dieses Mal im Zusammenhang mit dem Kreis in Hamburg. Sie wurde in das Polizeigefängnis Fuhlsbüttel überführt und ab November 1944 als Untersuchungshäftling des Volksgerichtshofs in diverse weitere Haftanstalten. Am 14. April 1945 befreiten amerikanische Truppen sie im Frauengefängnis Bayreuth. Traute Lafrenz wanderte in die USA aus und lebte bis zu ihrem Tode 2023 in Yonges Island, South Carolina.
- Alexander Lange (8. Juli 1903; † unbekannt), Reisender

Alexander Lange war gemeinsam mit seiner Frau Elisabeth Lange mit der Familie Leipelt befreundet. Er wurde am 10. Dezember 1943 verhaftet und im Laufe des Jahres 1944 entlassen. Das Ermittlungsverfahren gegen ihn wurde allerdings weitergeführt und dem Oberreichsanwalt beim Volksgerichtshof übergeben. Zu einem Prozess gegen ihn kam es nicht mehr.
- Elisabeth Lange (7. Juli 1900 bis 28. Januar 1944)

Elisabeth Lange war eine Freundin der Familie Leipelt und nahm an deren Zusammenkünften im Haus in Wilhelmsburg teil. Sie wurde zusammen mit ihrem Mann Alexander Lange am 10. Dezember 1943 verhaftet. Am 28. Januar 1944 kam sie im Polizeigefängnis Fuhlsbüttel zu Tode, angeblich durch Suizid.
Heute erinnert ein Stolperstein in der Hoppenstedtstraße 76, Hamburg-Eißendorf, an Elisabeth Lange. Auch mit dem Mahnmal Weiße Rose in Hamburg-Volksdorf wird ihrer gedacht.
- Ilse Ledien (geboren 25. Mai 1926), Stenotypistin

Ilse Ledien war die Freundin von Maria Leipelt und die Tochter von Kurt Ledien. Sie wurde am 17. Dezember 1943 verhaftet, saß im Polizeigefängnis Fuhlsbüttel ein und wurde im Teilverfahren gegen Karl Schneider, Maria Leipelt, Dorothea Zill, Emmy Zill, Ilse Ledien und Riko Graepel angeklagt, die Hauptverhandlung fand am 20. April 1945 vor dem Volksgerichtshof in Hamburg statt, Ilse Ledien wurde freigesprochen.
- Kurt Ledien (5. Juni 1893 bis 23. April 1945), Jurist, ermordet im KZ Neuengamme

Kurt Ledien war mit der Familie Leipelt befreundet. Er wurde am 17. Dezember 1943 verhaftet und saß im Polizeigefängnis Fuhlsbüttel ein, ohne dass Anklage gegen ihn erhoben wurde. Im April 1945 transportierte man ihn mit 70 weiteren Häftlingen in das KZ Neuengamme und ermordete ihn dort am 23. April 1945 bei einem sogenannten Verbrechen der Endphase im KZ Neuengamme.
An Kurt Ledien erinnern heute zwei Stolpersteine, einer vor seinem letzten Wohnort im Hohenzollernring 34, Hamburg-Altona, und einer vor dem Ziviljustizgebäude am Sievekingplatz, Hamburg-Neustadt. Das Mahnmal Weiße Rose in Volksdorf und die Skulptur 12 Stühle in Hamburg-Niendorf beziehen ihn ebenfalls in das Gedenken ein. In Hamburg-Niendorf ist zudem eine Straße nach ihm benannt.
- Hans Leipelt (18. Juli 1921 bis 29. Januar 1945), Chemiestudent, hingerichtet in München-Stadelheim

Hans Leipelt wurde am 8. Oktober 1943 in München verhaftet, der Prozess fand am 13. Oktober 1944 in Donauwörth statt und endete mit dem Todesurteil gegen ihn. Am 29. Januar 1945 wurde er im Gefängnis München-Stadelheim hingerichtet.
Neben Mahnmalen in München und Donauwörth wird auch in Hamburg an einigen Orten an Hans Leipelt erinnert: durch die Gedenkplatte für die ermordeten Hamburger Studenten im Audimax der Universität Hamburg, das Mahnmal Weiße Rose in Volksdorf, die Gedenktafeln bei der ehemaligen Agentur des Rauhen Hauses am Jungfernstieg 50 und am ehemaligen Wohnhaus der Familie Leipelt in der Vogteistraße 23 in Hamburg-Rönneburg. In Hamburg wurden vier Stolpersteine für verlegt, zudem ist in Wilhelmsburg eine Straße nach ihm benannt worden.
- Katharina Leipelt (28. Mai 1893 bis 9. Dezember 1943), Chemikerin

Katharina Leipelt stammte aus Wien und war die Mutter von Hans und Maria Leipelt. Sie wurde am 7. Dezember 1943 verhaftet und zwei Tage später, am 9. Dezember 1943, tot in ihrer Zelle im Polizeigefängnis Fuhlsbüttel aufgefunden.
An Katharina Leipelt erinnern Stolpersteine in der Mannesallee in Hamburg-Wilhelmsburg und in der Vogteistraße in Hamburg-Rönneburg sowie das Mahnmal Weiße Rose in Volksdorf.
- Konrad Leipelt (gestorben September 1942), Diplomingenieur, Hüttendirektor Zinnwerke Wilhelmsburg GmbH

Konrad Leipelt war der Ehemann von Katharina Leipelt und Vater von Hans und Maria Leipelt. Er starb an einem Herzinfarkt.
- Maria Leipelt (13. Dezember 1925 bis 5. September 2008), Stenotypistin

Maria Leipelt war die Schwester von Hans Leipelt und Freundin von Ilse Ledien. Sie wurde am 9. November 1943 festgenommen, 1944 als Untersuchungsgefangene dem Volksgerichtshof überstellt und in das Frauenzuchthaus Cottbus verlegt, im Teil-Verfahren gegen Karl Schneider, Maria Leipelt, Dorothea Zill, Emmy Zill, Ilse Ledien und Riko Graepel angeklagt, die Hauptverhandlung fand am 20. April 1945 vor dem Volksgerichtshof in Hamburg in ihrer Abwesenheit statt. Vor der herannahenden Roten Armee wurde sie mit etwa 500 anderen Gefangenen im Februar 1945 nach Bayreuth verlegt und von amerikanischen Truppen am 14. April 1945 befreit.
- Heinz Lord (21. März 1917 bis 3. Februar 1961), Assistenzarzt am UKE

Heinz Lord studierte in Zürich, Berlin und Hamburg Medizin. Er war Mitglied der candidates of humanity und stand der Hamburger Swingjugend nahe. Er wurde im Juli 1943 verhaftet. Es kam zu keiner Anklage gegen ihn, am 6. Juni 1944 erfolgte die Einlieferung als Schutzhäftling in das KZ Neuengamme. Dort machte er die Evakuierung im April 1945 mit und war einer der wenigen Überlebenden der Cap Arcona-Katastrophe. Heinz Lord wanderte 1954 nach den Vereinigten Staaten aus und wurde 1960 Generalsekretär des Weltärztebundes. Er starb am 4. Februar 1961 an den Folgen der Haft.

## M
- Hanna Marquard

Hanna Marquard war eine Freundin von Kaethe Leipelt und Rosa Harter. Ihr Sohn Heinz Marquard, der 1939 in Polen gefallen ist, war mit Hans Leipelt befreundet. Sie gehörte, wie ihr Mann Otto Marquard, der 1944 hingerichtet wurde, der Bästlein-Jacob-Abshagen-Gruppe an und wurde im Juli 1944 in diesem Zusammenhang festgenommen.
- Heinz Marquard (geboren um 1920, gefallen 1939) Schüler, Soldat

Heinz Marquard war ein Freund von Hans Leipelt und der Sohn von Hanna und Otto Marquard, er ist im September 1939 in Polen gefallen.
- Herbert Meinke, Lichtwark-Schüler

Herbert Meinke gehörte dem Lesekreis Erna Stahl an und war mit Hans Kucharski befreundet. Er hatte zudem Kontakt zu der Kunsthistorikerin Rosa Schapire.
- Wolrad Metterhausen (17. Januar 1913 bis 1992), Arzt

Wolrad Metterhausen wurde 1943 verhaftet und in dem Ermittlungsverfahren gegen Kucharski und andere einbezogen. Zum Zeitpunkt der Anklage am 4. November 1944 war er nicht mehr inhaftiert.
- Reinhold Meyer (18. Juli 1920 bis 12. November 1944), Philosophiestudent und Buchhändler, umgekommen im Polizeigefängnis Fuhlsbüttel

Reinhold Meyer war Juniorchef in der Buchhandlung Agentur des Rauhen Hauses und zählte zum Kern der Weißen Rose Hamburg. Er wurde am 19. Dezember 1943 verhaftet und Anfang Juni 1944 als Polizeihäftling für mehrere Wochen in das KZ Neuengamme eingeliefert. Am 16. Oktober 1944 wurde er in das Polizeigefängnis Fuhlsbüttel rücküberstellt. Dort starb er am 12. November 1944 unter ungeklärten Umständen, offizielle Todesursache war Diphtherie.
An Reinhold Meyer erinnern heute ein Stolperstein am Hallerplatz 15 in Hamburg-Eimsbüttel, die Gedenkplatte im Audimax, die Gedenktafel am Haus der ehemaligen Agentur zum Rauhen Haus am Jungfernstieg 50 und das Mahnmal Weiße Rose in Volksdorf.

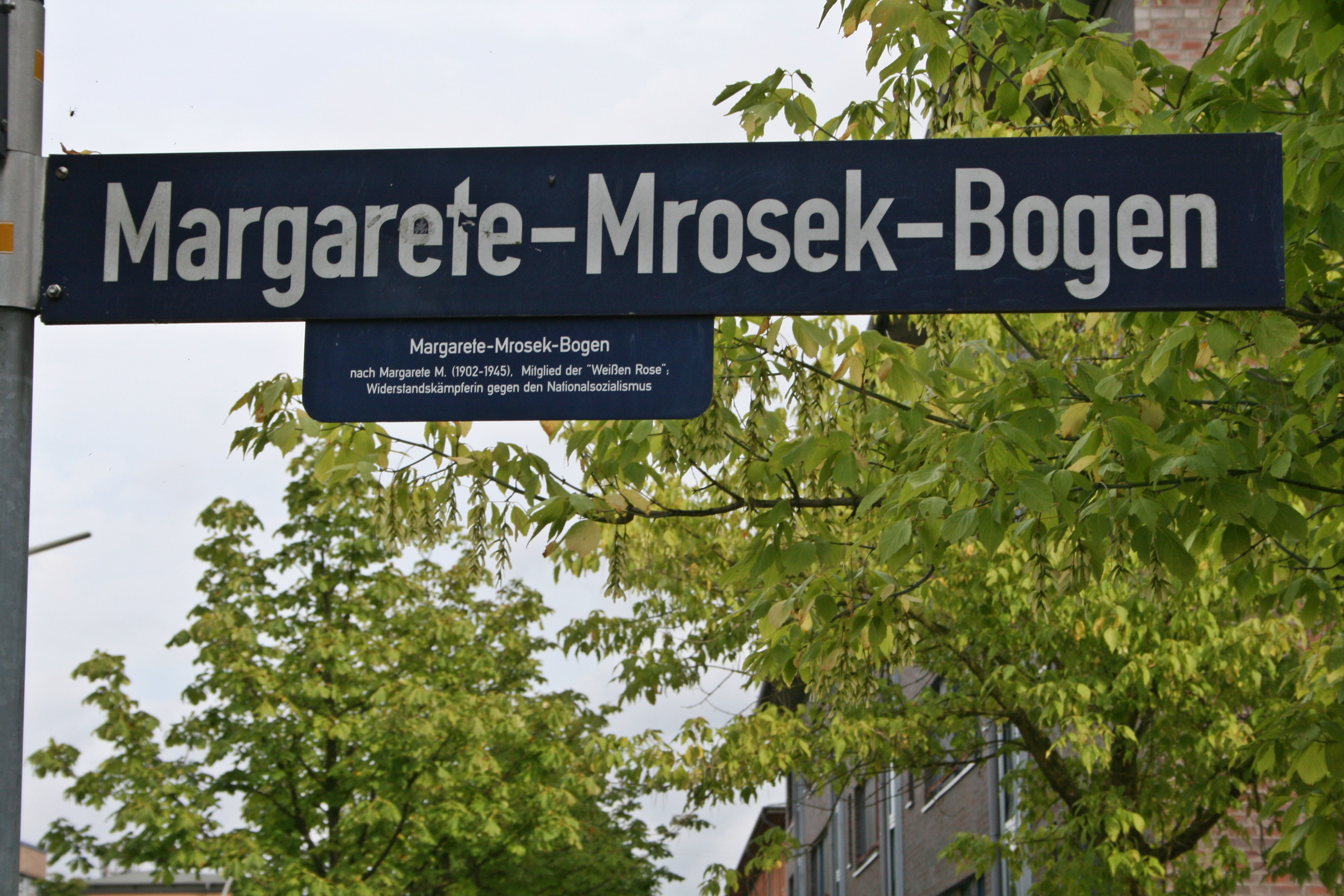
Margarete-Mrosek-Bogen in Allermöhe

- Margarete Mrosek (25. Dezember 1902 bis 21. April 1945), im KZ Neuengamme gehenkt

Margarete Mrosek war über die Familie Zill mit Katharina Leipelt bekannt. Sie wurde am 10. Dezember 1943 verhaftet, Anklage gegen sie wurde nicht erhoben, sie blieb dennoch in Schutzhaft im Polizeigefängnis Fuhlsbüttel. Am 18. April 1945 wurde sie zusammen mit 70 weiteren Schutzhäftlingen in das KZ Neuengamme gebracht und dort in der Nacht zum 21. April 1945 ermordet.
An Margarete Mrosek erinnern ein Stolperstein Up de Schanz in Hamburg-Nienstedten und das Mahnmal Weiße Rose in Volksdorf.
- Thorsten Müller (29. Juli 1927 bis 21. November 1991) Schüler, Schriftsteller, Journalist, Angehöriger der Swingboys

Thorsten Müller wurde 1941, als Vierzehnjähriger, aufgrund seiner Unangepasstheit der Schule verwiesen und hatte Kontakt zur Swing-Jugend sowie zu Heinz Kucharski und Albert Suhr. Er wurde am 3. Juni 1943 verhaftet und konnte am 27. Juli 1943 während der Bombenangriffe auf Hamburg aus dem Untersuchungsgefängnis fliehen. Am 7. Dezember 1943 erfolgte seine erneute Festnahme. Er wurde im Teil-Verfahren gegen Bruno Himpkamp, Gerd Spitzbart und Thorsten Müller angeklagt, die Hauptverhandlung fand am 19. April 1945 vor dem Volksgerichtshof in Hamburg statt. Der Oberreichsanwalt forderte zehn Jahre Zuchthaus für ihn, eine Urteilsverkündung wurde ausgesetzt, da sich die beiden anderen Angeklagten nicht in Hamburg befanden. Diese waren bereits am 12. April 1945 durch amerikanische Truppen in Stendal befreit worden.

## R
- Margaretha Rothe (13. Juni 1919 bis 15. April 1945), Lichtwark-Schülerin, Medizinstudentin

Margaretha (Gretha) Rothe wird zum Kern der Hamburger Weißen Rose gezählt. Sie wurde am 9. November 1943 verhaftet und saß im Polizeigefängnis Fuhlsbüttel ein. Im November 1944 wurde sie als Untersuchungsgefangene dem Volksgerichtshof überstellt und in das Frauenzuchthaus Cottbus verlegt. Sie war im Teil-Verfahren gegen Heinz Kucharski, Margaretha Rothe, Erna Stahl, Dr. Rudolf Degkwitz jun. und Hildegard Heinrichs angeklagt. Vor der herannahenden Roten Armee wurde sie mit etwa 500 anderen Gefangenen im Februar 1945 in das Gefängnis Leipzig-Meusdorf gebracht. Dort erkrankte sie schwer an TBC und starb am 15. April 1945 im örtlichen Krankenhaus.
Für Margaretha Rothe wurde ein Stolperstein am Heidberg 64 in Hamburg-Winterhude verlegt. Weitere Gedenkorte sind die Gedenkplatte im Audimax, das Mahnmal Weiße Rose in Hamburg-Volksdorf, das Mahnmal 12 Stühle in Hamburg-Niendorf, die Ausstellung Vierzehn Bildtafeln zum Leben der Margaretha Rothe in der nach ihr benannten Schule in Barmbek und ein Detail in der Erinnerungsspirale, Garten der Frauen in Ohlsdorf. In Niendorf ist eine Straße nach ihr benannt und im Universitätsklinikum Hamburg-Eppendorf ein Gebäude als Geussenhainer-Rothe-Haus bezeichnet.

## S
- Louis Satow (20. Juni 1880 bis 27. Mai 1968), Schriftsteller, Freireligiöse Bewegung

Louis Satow und sein Freund Theo Hambroer waren in einer Reform-Freimaurerloge illegal tätig und ab 1941 in Kontakt zum Kreis um Heinz Kucharski, sie nahmen teilweise an den Treffen in der Agentur des Rauhen Hauses teil.
- Bertha Schmitz (17. März 1866; † unbekannt)

Bertha Schmitz war die Mutter von Hildegard Heinrichs und Großmutter von Heinz Kucharski, alle drei lebten 1943, zum Zeitpunkt der Verhaftung von Heinz Kucharski und Hildegard Heinrichs, in Hamburg-Lohbrügge, Kirchstraße 1; auch gegen die Großmutter wurde ermittelt, das Verfahren an den Volksgerichtshof weitergeleitet. Zum Zeitpunkt der Anklage war Bertha Schmitz nicht in Haft.
- Karl Ludwig Schneider (25. September 1919 bis 9. Juli 1981), Lichtwark-Schüler, Philosophiestudent

Karl Ludwig Schneider war eine der zentralen Verbindungspersonen innerhalb der verschiedenen Kreise der Weißen Rose Hamburg. Er war Freund von Albert Suhr, und seit der Schulzeit kannte er Margaretha Rothe, Heinz Kucharski und Traute Lafrenz. 1940 befreundete er sich mit Hans Leipelt, den er während des Westfeldzugs kennenlernte. Er war Mitglied des Musenkabinetts. Vor 1933 gehörte er einem christlichen Wanderbund an. Er wurde am 20. November 1943 verhaftet und saß im Polizeigefängnis Fuhlsbüttel ein, ab 6. Juni 1944 als Polizeihäftling in das KZ Neuengamme. Im November 1944 überstellte man ihn als Untersuchungshäftling des Volksgerichtshofs in das Landgerichtsgefängnis Stendal. Er war Hauptangeklagter im Teil-Verfahren gegen Karl Schneider, Maria Leipelt, Dorothea Zill, Emmy Zill, Ilse Ledien und Riko Graepel, die Hauptverhandlung fand am 20. April 1945 vor dem Volksgerichtshof in Hamburg in seiner Abwesenheit statt. Er war bereits am 12. April 1945 durch amerikanische Truppen in Stendal befreit worden.
- Apelles (Pelle) Sobeczko (1921–1944), Kunststudent, Maler

Pelle Sobeczko war Mitglied des Musenkabinetts, war an mehreren Aktionen der Kunststudenten beteiligt, mehrfach zum Frontdienst eingezogen, seit 1944 in Russland vermisst.
- Gerd Spitzbart (geboren 29. Juli 1925), Schüler

Gerd Spitzbart war Mitglied der Hamburger Swingboys und Freund von Bruno Himpkamp und Thorsten Müller. Er wurde am 1. Dezember 1943 verhaftet und saß im Polizeigefängnis Fuhlsbüttel ein, am 6. Juni 1944 erfolgte eine Überstellung als Polizeihäftling in das KZ Neuengamme. Im November 1944 überstellte man ihn als Untersuchungshäftling des Volksgerichtshofs in das Landgerichtsgefängnis Stendal. Er war im Teil-Verfahren gegen Bruno Himpkamp, Gerd Spitzbart und Thorsten Müller angeklagt, die Hauptverhandlung fand am 19. April 1945 vor dem Volksgerichtshof in Hamburg in seiner Abwesenheit statt. Er war bereits am 12. April 1945 durch amerikanische Truppen in Stendal befreit worden.
- Erna Stahl (15. Februar 1900 bis 13. Juni 1980), Studienrätin

Erna Stahl unterrichtete ab 1928 als Kandidatin und ab 1930 als Lehrerin an der Lichtwarkschule in Hamburg. 1935 wurde sie, aufgrund ihrer aktiven Ablehnung der NSDAP, strafversetzt. Sie organisierte weiterhin private Leseabende für ihre ehemaligen Schüler. Am 4. Dezember 1943 wurde sie von der Gestapo verhaftet, 1944 als Untersuchungsgefangene dem Volksgerichtshof überstellt und in das Frauenzuchthaus Cottbus verlegt. Sie war angeklagt im Teil-Verfahren gegen Heinz Kucharski, Margaretha Rothe, Erna Stahl, Dr. Rudolf Degkwitz jun. und Hildegard Heinrichs, die Hauptverhandlung fand am 17. April 1945 vor dem Volksgerichtshof in Hamburg in ihrer Abwesenheit statt: Vor der herannahenden Roten Armee wurde sie mit etwa 500 anderen Gefangenen im Februar 1945 nach Bayreuth verlegt und von amerikanischen Truppen am 14. April 1945 befreit. Nach dem Ende des Zweiten Weltkrieges war Erna Stahl als Lehrerin/Schulleiterin in Hamburg tätig.
- Wilhelm Stoldt (14. Februar 1886 bis 13. März 1957), Glaser

Wilhelm Stoldt wurde am 4. Dezember 1943 vorläufig festgenommen, saß im Gestapogefängnis Hamburg-Fuhlsbüttel ein und wurde am 6. Juni 1944 als Polizeihäftling für mehrere Wochen in das KZ Neuengamme gebracht. Am 6. November 1944 übergab der Generalstaatsanwalt bei dem Hanseatischen Oberlandesgericht die Akten der Gefangenen der Weißen Rose dem Volksgerichtshof, daraufhin erfolgte am 16. November die Verlegung Stoldts und weiterer fünf männlicher Mitglieder der Weißen Rose Hamburg in das Landgerichtsgefängnis Stendal. Die Anklage vom 23. Februar 1945 durch den Oberreichsanwalt beim Volksgerichtshof lautete: Vorbereitung zum Hochverrat, Feindbegünstigung und Wehrkraftzersetzung, die gegen Albert Suhr, Hannelore Willbrandt, Ursula de Boor, Wilhelm Stoldt und Felix Jud in einer gemeinsamen Anklageschrift erhoben wird. Wilhelm Stoldt und die anderen Mitglieder der Weißen Rose Hamburg wurden in Stendal am 12. April 1945 durch die US-Armee befreit, während der „Volksgerichtshof“ in Hamburg noch bis zum 20. April gegen Angehörige der Weißen Rose verhandelte. Stoldt starb in Hamburg-Uhlenhorst.
- Inge Stolten (23. März 1921 bis 4. Mai 1993), Schauspielerin, Schriftstellerin

War 1943 an Treffen in der Agentur des Rauhen Hauses beteiligt, ehemalige Mitschülerin von Dorothea Zill.
- Albert Suhr (9. Dezember 1920 bis 13. Juli 1996), Assistenzarzt im UKE

Albert Suhr war eine zentrale Persönlichkeit in den verschiedenen Kreisen, die die Weiße Rose Hamburg bildeten. Ihn verband eine Freundschaft mit Frederick Geussenhainer, über den er zu dem Kreis der candidates of humanity kam, hatte eine Liebesbeziehung zu der Buchhändlerin Hannelore Willbrandt und stand in Kontakt zu Margaretha Rothe und Heinz Kucharski. Er nahm darüber hinaus am Musenkabinett teil. Er wurde am 13. September 1943 verhaftet, im November 1944 überstellte man ihn als Untersuchungshäftling des Volksgerichtshofs in das Landgerichtsgefängnis Stendal. Er war im Teil-Verfahren gegen Albert Suhr, Hannelore Wilbrandt, Dr. Ursula de Boor, Wilhelm Stoldt und Felix Jud angeklagt, die Hauptverhandlung fand am 19. April 1945 vor dem Volksgerichtshof in Hamburg in seiner Abwesenheit statt. Er war bereits am 12. April 1945 durch amerikanische Truppen in Stendal befreit worden.

## V
- Egon Vietta (11. November 1903 bis 29. November 1959), Schriftsteller

Egon Vietta war Mitglied des Musenkabinetts und Teilnehmer an den Zusammenkünften in der Agentur des Rauhen Hauses. Als die Verhaftungen im Herbst 1943 einsetzten, war er bei der Wehrmacht in Italien eingesetzt. Er konnte desertieren und bis zum Kriegsende untertauchen.

## W
- Hannelore Willbrandt (21. September 1923 bis 10. Februar 2003), Buchhändlerin

Hannelore Willbrandt war Buchhändlerin in der Buchhandlung Kloss und war eine zentrale Persönlichkeit der Weißen Rose Hamburg. Sie wurde am 18. Dezember 1943 verhaftet, 1944 als Untersuchungsgefangene dem Volksgerichtshof überstellt und in das Frauenzuchthaus Cottbus verlegt. Die Anklage erfolgte wegen Vorbereitung zum Hochverrat, Feindbegünstigung, Wehrkraftzersetzung und des Rundfunkverbrechens im Verfahren gegen Albert Suhr, Hannelore Willbrandt, Dr. Ursula de Boor, Wilhelm Stoldt und Felix Jud. Das Verfahren sollte in Bayreuth durchgeführt werden, da das Gebäude des Volksgerichtshofes in Berlin wegen alliierter Bombenangriffe am 3. Februar 1944 zerstört wurde. Sie wurde ohne Gerichtsverfahren am 14. April 1945 in Bayreuth von Angehörigen der US-Armee befreit.
- Adolf Wriggers (27. April 1896 bis 30. November 1984), Maler, KPD-Mitglied

Adolf Wriggers war mit der Familie Leipelt befreundet, Mitglied des Musenkabinetts und nahm an den Treffen in der Agentur des Rauhen Hauses teil. Er wurde ab 1934 mehrfach von der Gestapo verhaftet, ab 1943 (nach der Ausbombung seines Ateliers im Dachgeschoss des Heine-Hauses am Jungfernstieg 34, das er seit 1941 angemietet hatte) tauchte er bis Kriegsende unter.

## Z
- Dorothea („Dorle“) Zill (7. September 1921 bis 2000), Musikstudentin

War mit Hans Leipelt befreundet, wurde am 8. Januar 1944 verhaftet, 1944 als Untersuchungsgefangene dem Volksgerichtshof überstellt und in das Frauenzuchthaus Cottbus verlegt. Sie war im Teil-Verfahren gegen Karl Schneider, Maria Leipelt, Dorothea Zill, Emmy Zill, Ilse Ledien und Riko Graepel angeklagt, die Hauptverhandlung fand am 20. April 1945 vor dem Volksgerichtshof in Hamburg in ihrer Abwesenheit statt. Vor der herannahenden Roten Armee wurde sie mit etwa 500 anderen Gefangenen im Februar 1945 über das Gefängnis Leipzig Meusdorf nach Bayreuth verlegt und von amerikanischen Truppen am 14. April 1945 befreit.
- Emmy Zill (23. Dezember 1896 bis 1973)

War mit der Familie Leipelt befreundet und wurde am 15. Dezember 1943 zusammen mit ihrem Mann Johannes Zill verhaftet, 1944 als Untersuchungsgefangene dem Volksgerichtshof überstellt und in das Frauenzuchthaus Cottbus verlegt. Sie war angeklagt im Teil-Verfahren gegen Karl Schneider, Maria Leipelt, Dorothea Zill, Emmy Zill, Ilse Ledien und Riko Graepel, die Hauptverhandlung fand am 20. April 1945 vor dem Volksgerichtshof in Hamburg in ihrer Abwesenheit statt. Vor der herannahenden Roten Armee wurde sie mit etwa 500 anderen Gefangenen im Februar 1945 über das Gefängnis Leipzig Meusdorf nach Bayreuth verlegt und von amerikanischen Truppen am 14. April 1945 befreit.
- Johannes Zill (27. März 1895, Todesdatum unbekannt), Kaufmann

Freund der Familie Leipelt, wurde am 15. Dezember 1943 zusammen mit seiner Frau Emmy Zill verhaftet, im November 1944 als Untersuchungsgefangener dem Volksgerichtshof überstellt und in das Gefängnis Stendahl verlegt. Dort wurde er am 12. April 1945 von amerikanischen Truppen befreit.